# Pedra fundamental

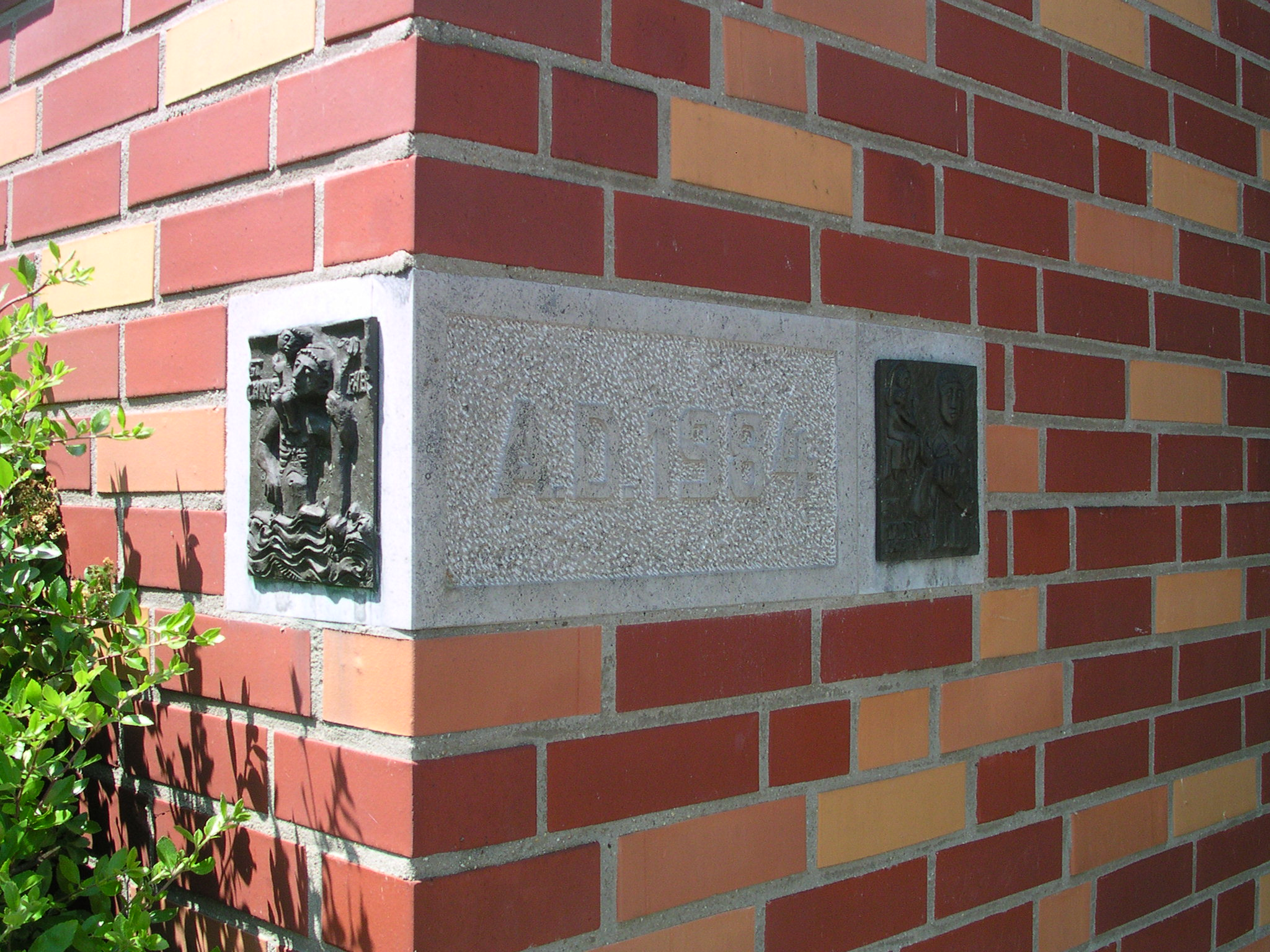
Uma pedra angular imagens e relevos grafados com bronze.

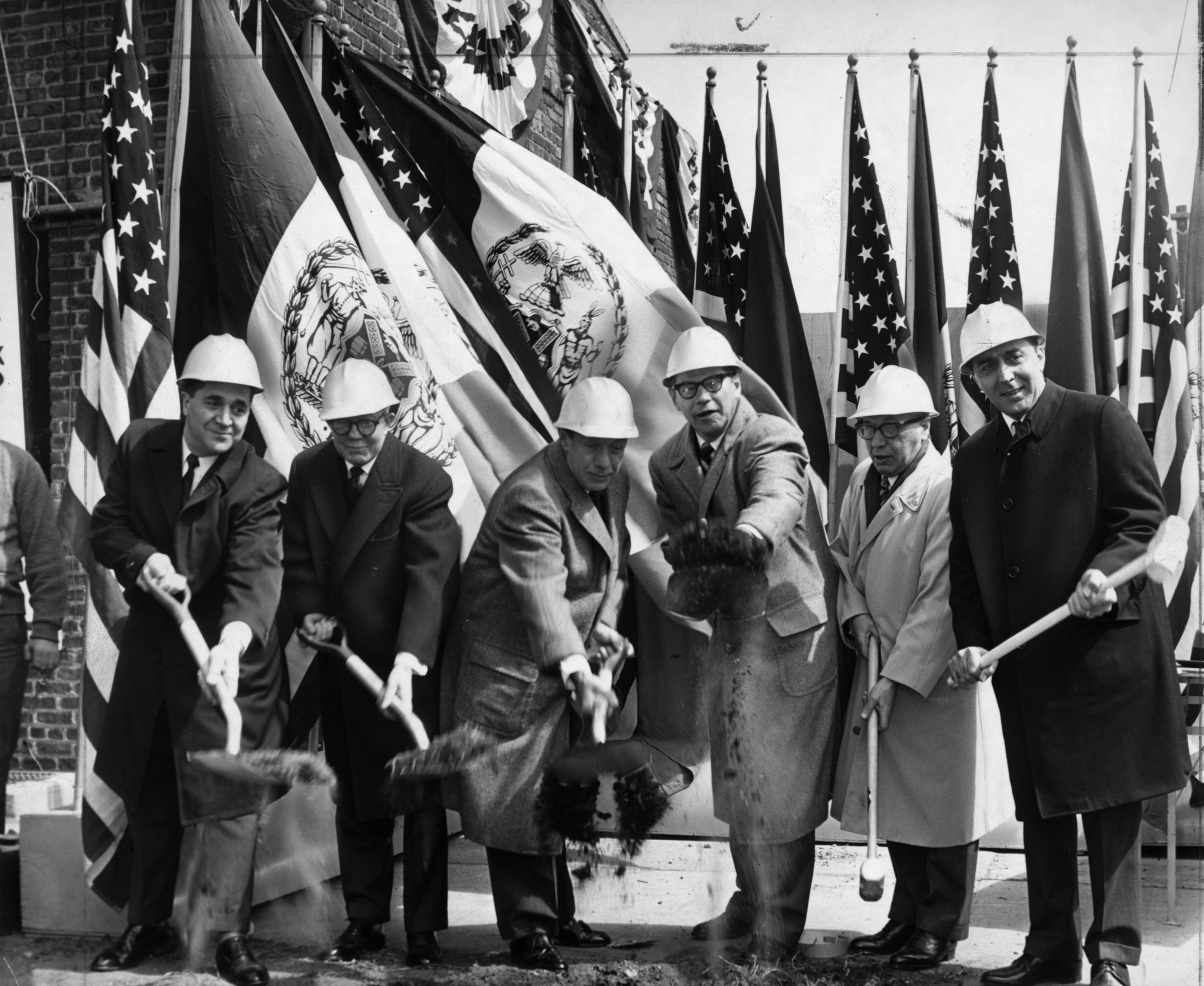
Cerimônia de Abertura de Terra do Hunts Point Cooperative Market em Nova York (1962)

A Pedra Fundamental (diferente da  Pedra angular) é o nome que se dá ao primeiro bloco de pedra ou alvenaria da fundação de uma construção. Durante uma cerimônia simbólica, a colocação da pedra fundamental significa o início efetivo de uma edificação. Segundo o Dicionário Houaiss da língua portuguesa (1.ª edição/2001), a Pedra fundamental "assinala, geralmente com solenidade, o início de uma obra importante". Também é costume se adicionar uma cápsula do tempo, recipiente fechado contendo uma ata com o nome das pessoas presentes e lembranças do dia, como um jornal ou moedas, para a posteridade. A pedra fundamental, contendo inscrições como data e identificação do construtor, tradicionalmente é encontrada no canto nordeste da construção.
O rito de colocar uma pedra fundamental é um componente cultural importante na arquitetura oriental e, de forma metafórica, na arquitetura sagrada em geral. 

## História

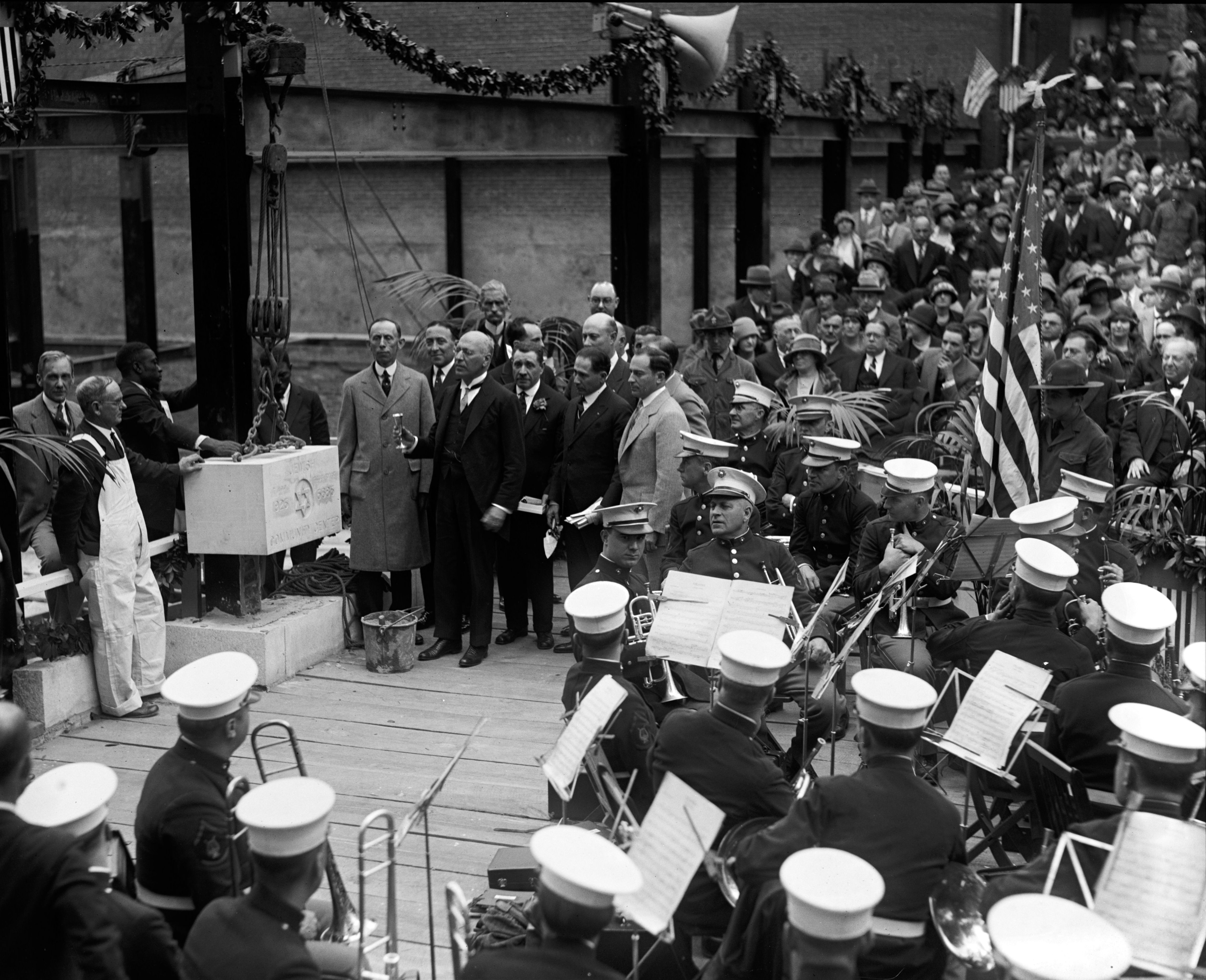
Cerimônia de pedra angular em 1925 do Centro Comunitário Judaico de Washington, D.C.

A cerimônia tipicamente envolvia a colocação de oferendas de cereais, vinho e óleo sobre ou sob a pedra. Esses itens simbolizavam os produtos e as pessoas da região, bem como os meios de sua subsistência. Isso, por sua vez, derivava da prática, em tempos ainda mais antigos, de realizar um sacrifício humano ou animal que era colocado nas fundações.

Frazer (2006: pp. 106–107), em O Ramo de Ouro (1890), descreve vários sacrifícios propiciatórios e substituições de efígie, como a do sombra, afirmando:
Em nenhum lugar, talvez, a equivalência da sombra à vida ou à alma seja mais clara do que em alguns costumes praticados até hoje no sudeste da Europa. Na Grécia moderna, quando se põe a pedra fundamental de um prédio novo, é costume matar um galo, um carneiro ou um cordeiro, deixando seu sangue escorrer na pedra fundamental, sob a qual o animal é depois enterrado. O objetivo do sacrifício é dar força e estabilidade à construção. Mas às vezes, em vez de matar um animal, o construtor atrai um homem à pedra fundamental, mede secretamente seu corpo ou parte dele, ou sua sombra, e enterra a medida sob a pedra fundamental; ou coloca a pedra fundamental sobre a sombra do homem. Acredita-se que esse homem morrerá em um ano. Os romenos da Transilvânia pensam que aquele cuja sombra foi assim encarcerada morrerá em quarenta dias; por isso, quem passa por um edifício em construção pode ouvir o aviso: “Cuidado para não pegarem sua sombra!” Não faz muito tempo que havia negociantes de sombras cujo negócio era fornecer aos arquitetos as sombras necessárias para dar firmeza às paredes. Nesses casos, a medida da sombra é vista como equivalente à própria sombra, e enterrá-la é enterrar a vida ou a alma do homem, que, ao ser privado dela, deve morrer. Assim, o costume é um substituto para a prática antiga de enterrar viva uma pessoa nos muros, ou esmagá-la sob a pedra fundamental de um novo edifício, para dar força e durabilidade à construção, ou, mais especificamente, para que o fantasma irado assombre o local e o proteja contra a intrusão de inimigos.
Lendas japonesas antigas falam sobre Hitobashira (人柱, “pilar humano”), em que donzelas eram enterradas vivas na base ou próximas a determinadas construções como forma de oração para proteger os edifícios contra desastres ou ataques inimigos.

### Maçonaria
Historicamente, maçons às vezes realizavam a cerimônia pública de assentamento da pedra fundamental em edifícios notáveis. Essa cerimônia foi descrita pelo The Cork Examiner em 13 de janeiro de 1865 da seguinte forma:
...O Deputado do Grão-Mestre Provincial de Munster, aplicando o esquadro e o nível de ouro à pedra, disse: “Meu Lorde Bispo, a pedra foi verificada e considerada ‘bom trabalho e trabalho correto’ e apropriada para ser assentada como pedra fundamental deste Santo Templo”. Após isso, o Bispo Gregg espalhou cimento sobre a pedra com uma colher de pedreiro especialmente feita para a ocasião por John Hawkesworth, ourives e joalheiro. Em seguida, deu três batidas com um martelo e declarou que a pedra estava ‘devidamente e verdadeiramente assentada’. O Deputado do Grão-Mestre Provincial de Munster derramou oferendas de grãos, óleo e vinho sobre a pedra depois que o Bispo Gregg a declarou ‘devidamente e verdadeiramente assentada’. O Capelão Provincial da Ordem Maçônica em Munster então leu a seguinte oração: ‘Que o Grande Arquiteto do universo nos permita levar a cabo e concluir com sucesso esta obra. Que Ele proteja os trabalhadores de perigos e acidentes e preserve a estrutura da deterioração por muito tempo; e que Ele nos conceda todo o fornecimento necessário, o grão do sustento, o vinho do refrigério e o óleo da alegria, Amém. Assim seja.’ O coro e a congregação, então, entoaram o Salmo Centésimo.
Na cerimônia de iniciação (Aprendiz Iniciado) na Maçonaria, o iniciado é colocado no canto nordeste da Loja como uma “pedra fundamental” figurativa. Isso tem a intenção de significar a unidade do Norte associado à escuridão e do Leste associado à luz.

## Uso contemporâneo

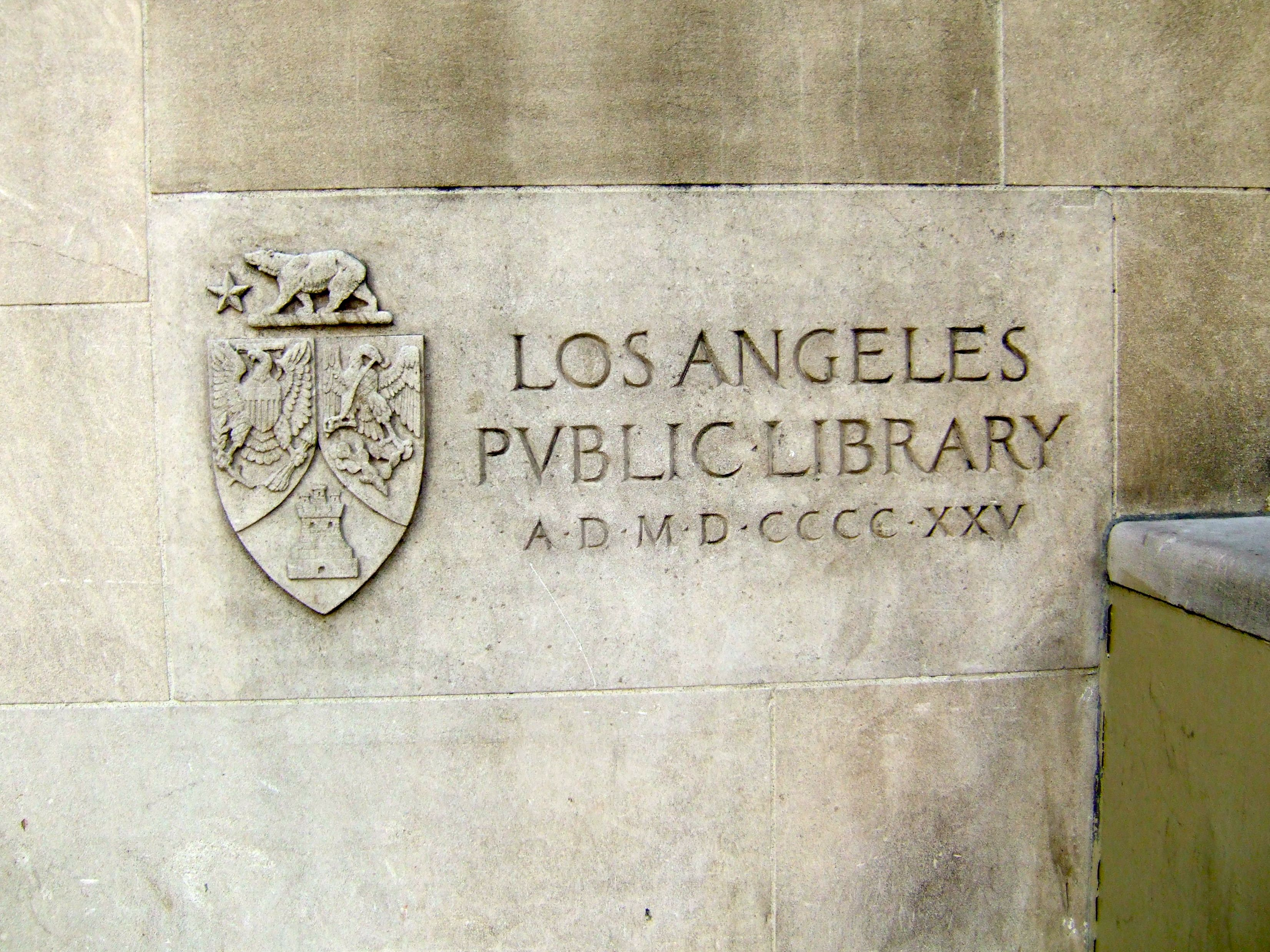
Pedra cerimonial de alvenaria do edifício da Biblioteca Central de Los Angeles, assentada em 1925

Normalmente, um VIP da organização, ou uma celebridade local ou um líder da comunidade, é convidado a realizar a cerimônia de, simbolicamente, iniciar as fundações do edifício, geralmente registrando-se o nome e a posição oficial dessa pessoa, bem como a data, na pedra. Essa pessoa é, em muitos casos, convidada a colocar a mão sobre a pedra ou, de alguma forma, indicar seu assentamento.
Com frequência — e certamente até a década de 1970 — a maioria das cerimônias envolvia o uso de uma colher especialmente fabricada e gravada, utilizada formalmente para assentar a argamassa sob a pedra. Da mesma forma, um martelo especial era frequentemente usado para dar batidas cerimoniais na pedra para fixá-la no lugar.
A pedra fundamental muitas vezes apresenta uma cavidade na qual se coloca uma cápsula do tempo contendo jornais do dia ou da semana da cerimônia, além de outros artefatos típicos do período de construção: moedas do ano também podem ser depositadas na cavidade ou cápsula do tempo.

### Eclesiástico

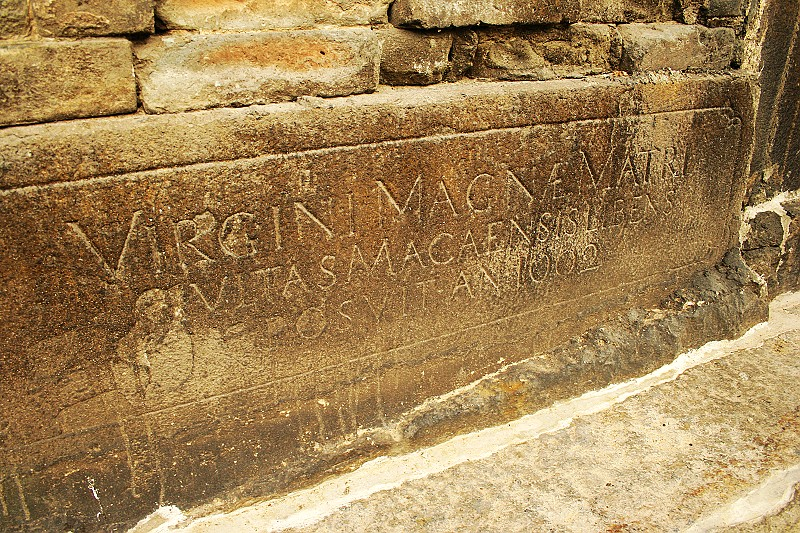
Pedra fundamental da Igreja de São Paulo em Macau (1602).

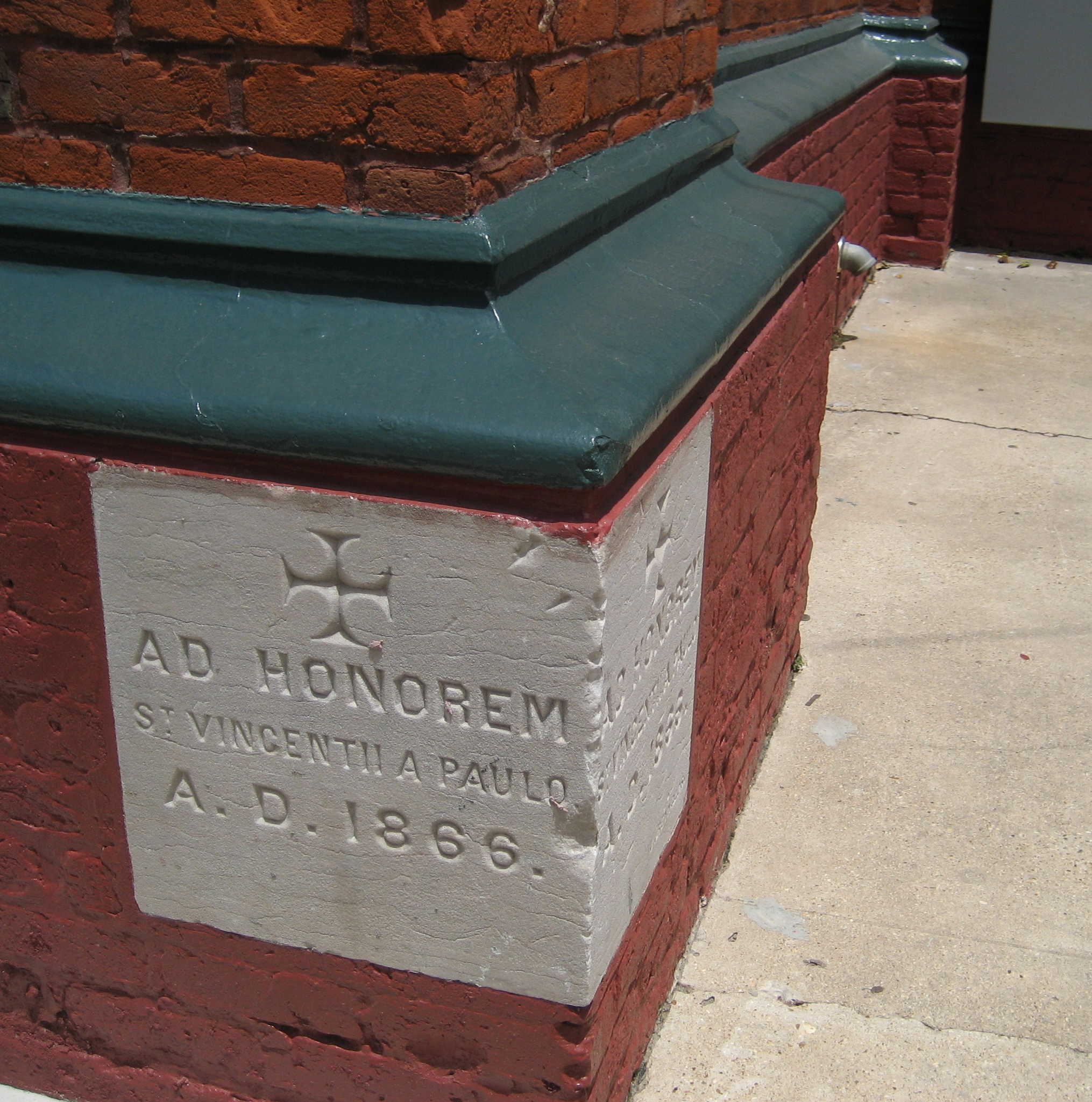
Cornerstone na Igreja Católica Romana de São Vicente de Paulo, Nova Orleans, Luisiana (1866)

Uma pedra angular (grego: Άκρογωνιεîς, latim: Primarii Lapidis) às vezes é chamada de “pedra de fundação” e é simbólica de Cristo, a quem o Apóstolo Paulo se referiu como a “pedra angular” (“head of the corner”) e o “Principal Alicerce da Igreja” (Efésios 2:20). Uma pedra angular principal é colocada acima de duas paredes para mantê-las unidas e evitar o desmoronamento do edifício. Muitas das igrejas mais antigas colocavam relíquias de santos, especialmente mártires, na pedra de fundação.

#### Igrejas Católicas Ocidentais
De acordo com o rito pré-Concílio Vaticano II da Igreja Católica Romana: Antes de começar a construção de uma nova igreja, as fundações do edifício são claramente demarcadas e uma cruz de madeira é erguida para indicar onde ficará o altar. Quando tudo está pronto, o bispo — ou um padre delegado por ele para esse fim — abençoa a água benta e com ela asperge primeiro a cruz erguida e depois a própria pedra fundamental. Sobre a pedra, é orientado que ele grave cruzes em cada lado com uma faca e, então, pronuncie a seguinte oração: “Abençoai, ó Senhor, esta criatura de pedra (creaturam istam lapidis) e concedei, pela invocação do Vosso santo nome, que todos os que, de mente pura, ajudarem na construção desta igreja, alcancem saúde corporal e a cura de suas almas. Por Cristo Nosso Senhor, Amém.”
Após isso, recita-se a Ladainha de Todos os Santos, seguida de uma antífona e do Salmo 126 (Salmo 127 na numeração hebraica), que apropriadamente se inicia com: “Se o Senhor não edificar a casa, em vão trabalham os que a constroem”. Em seguida, a pedra é baixada ao seu lugar, com outra oração, e mais uma vez aspergida com água benta. Seguem-se mais antífonas e salmos, enquanto o bispo asperge as fundações, dividindo-as em três partes e terminando cada uma com uma oração específica. Por fim, canta-se o Veni Creator Spiritus e duas breves orações. Então o bispo, se julgar oportuno, faz uma breve exortação para que o povo contribua com a construção, os ornamentos e a manutenção da nova igreja, após o que os despede com sua bênção e a proclamação de uma indulgência.

#### Igrejas Orientais
Na Igreja Ortodoxa Oriental é necessária a bênção do bispo antes que se inicie a construção de uma nova igreja, e qualquer clérigo que tentar fazê-lo sem tal bênção pode ser deposto. O “Rito de Fundação de uma Igreja” (isto é, o assentamento da pedra fundamental) difere ligeiramente se a igreja for de madeira ou de pedra. Mesmo quando a igreja é de madeira, a pedra fundamental deve, de fato, ser de pedra.

A pedra fundamental é um cubo de pedra maciça com uma cruz entalhada. Abaixo da cruz, são inscritas as seguintes palavras:
Em nome do Pai, e do Filho, e do Espírito Santo, esta igreja é fundada, em honra e memória de (aqui insere-se o nome do santo padroeiro da nova igreja); no governo de (aqui insere-se o nome do governante); no episcopado de (aqui insere-se o nome do bispo); no Ano do Mundo _____ (Anno Mundi) e desde a Encarnação em carne do Verbo de Deus _____ (Anno Domini).
No topo da pedra, um espaço em forma de cruz é esculpido para colocação de relíquias, se desejado. Relíquias não são obrigatórias, mas normalmente são colocadas na pedra fundamental. Se nenhuma relíquia for inserida, a inscrição pode ser omitida, mas não a cruz.
Depois que as fundações para a nova igreja são cavadas e todos os preparativos concluídos, o bispo (ou seu representante) e o restante do clero vestem-se e fazem uma procissão até o local. O serviço começa com um moleben e a aspersão da água benta. Em seguida, uma cruz é erguida no local onde ficará a Mesa Sagrada (altar) e a pedra fundamental é consagrada e assentada.

## Cerimônia

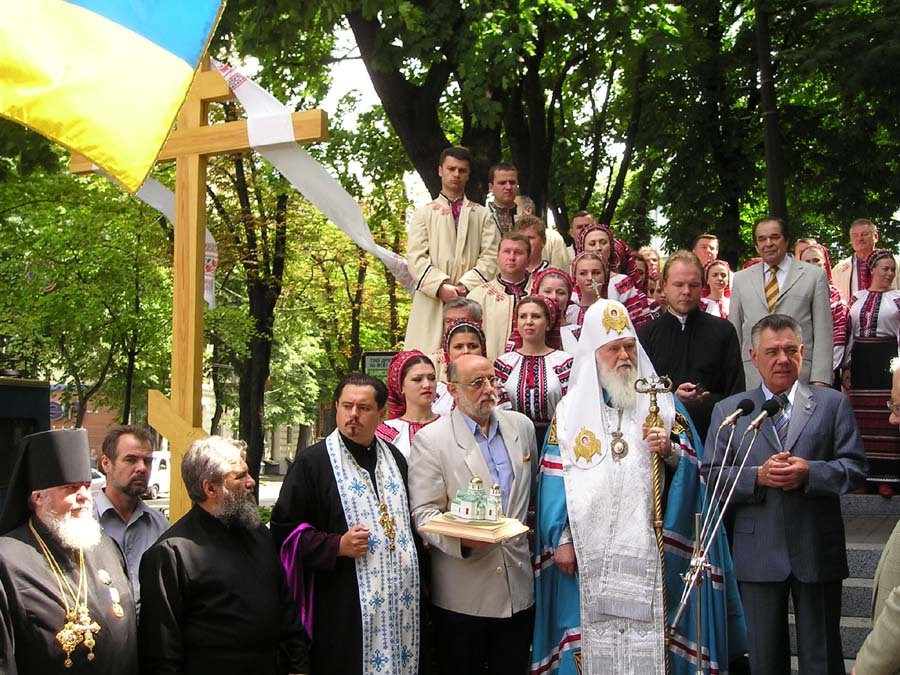
Cerimônia de colocação da pedra angular de uma igreja em Kiev, Ucrânia

A Cerimônia de abertura de terra ou simplesmente Abertura de terra, também conhecida como Lançamento da pedra fundamental (em inglês: Groundbreaking), é uma cerimônia tradicional em muitas culturas que celebra o primeiro dia de construção de um edifício ou outro projeto. Se trata basicamente da cerimônia de lançamento da Pedra Fundamental. Essas cerimônias são frequentemente assistidas por dignitários, como políticos e empresários. A pá real usada durante a inauguração é frequentemente uma pá cerimonial especial, às vezes colorida de ouro, que deve ser guardada para exibição subsequente e pode ser gravada.